# Gabe Vasquez
Gabriel Vasquez (El Paso, 3 de agosto de 1984) es un político estadounidense, miembro de la Cámara de Representantes de los Estados Unidos por el 2.º distrito congresional de Nuevo México. Anteriormente se desempeñó como miembro del Concejo Municipal de Las Cruces. Vásquez es miembro del Partido Demócrata.

## Temprana edad y educación
Vásquez nació en El Paso, Texas, y creció en Ciudad Juárez, México. Obtuvo una licenciatura en inglés y periodismo de la Universidad Estatal de Nuevo México en 2008.

## Carrera
Como estudiante universitario, Vásquez fue editor de noticias. En 2011, fue director ejecutivo de la Cámara de Comercio Hispana de Las Cruces. De 2013 a 2015, se desempeñó como representante de campo del Senador Martin Heinrich.
En 2015 y 2016, Vásquez fue vicepresidente de comunicaciones de First Focus, una organización de defensa con sede en Washington D. C.. De 2016 a 2018, fue director de relaciones comunitarias de la Federación de Vida Silvestre de Nuevo México. En 2018 y 2019, fue subdirector del capítulo de Nuevo México de la Wilderness Society. De 2019 a 2021, trabajó como subdirector de la Western Conservation Foundation en el departamento de tierras federales. De 2017 a 2021, se desempeñó como miembro del Concejo Municipal de Las Cruces.

## Congresista
Vásquez fue el candidato demócrata por el segundo distrito del Congreso de Nuevo México en las elecciones de 2022. Ganó el 8 de noviembre de 2022, por un margen de unos 1.300 votos, derrotando a la titular republicana Yvette Herrell. Los límites del distrito se rediseñaron después del censo de 2020, lo que hizo que el distrito de tendencia republicana fuera más competitivo.